# Mattéo Guendouzi
Mattéo Elias Kenzo Guendouzi Olié (Poissy, Isla de Francia, Francia, 14 de abril de 1999) es un futbolista francés que juega en la posición de centrocampista en la S. S. Lazio de la Serie A de Italia.

## Trayectoria

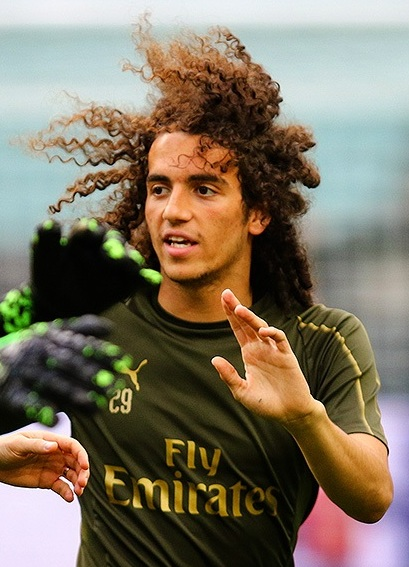
Mattéo Guendouzi en el Arsenal F. C.

Nació en Francia, donde se formó en la cantera del París Saint-Germain F. C. entre 2007 y 2014. Posteriormente se incorporó a la cantera del F. C. Lorient, con el que debutó profesionalmente en octubre de 2016.
El 11 de julio de 2018 el Arsenal F. C. hizo oficial su fichaje.
Tras dos años en el conjunto londinense, el 5 de octubre de 2020 fue cedido al Hertha de Berlín hasta final de temporada. En la temporada 2021-22 también se marchó cedido, en esta ocasión al Olympique de Marsella que se guardaba una opción de compra al final de la misma. Finalmente el 1 de julio de 2022 el equipo marsellés hizo válida la opción de compra. Entonces siguió una campaña más hasta que el 31 de agosto de 2023 fue prestado a la S. S. Lazio.

## Selección nacional
Fue internacional con las categorías inferiores de Francia. El 16 de noviembre de 2021 debutó con la selección absoluta en el encuentro de clasificación para el Mundial 2022 ante Finlandia que los galos se impusieron por cero a dos.

### Participaciones en Copas del Mundo
| Mundial      | Sede  | Resultado  | Partidos | Goles |
| ------------ | ----- | ---------- | -------- | ----- |
| Mundial 2022 | Catar | Subcampeón | 1        | 0     |

### Goles internacionales
| N.º | Fecha               | Estadio                                           | Rival     | Gol | Resultado | Competición |
| --- | ------------------- | ------------------------------------------------- | --------- | --- | --------- | ----------- |
| 1   | 29 de marzo de 2022 | Estadio Pierre-Mauroy, Villeneuve-d'Ascq, Francia | Sudáfrica | 5-0 | 5-0       | Amistoso    |

## Estadísticas

### Clubes
Actualizado al último partido jugado el 25 de mayo de 2025.
| Club                          | Div.          | Temporada     | Liga  | Liga  | Copas nacionales | Copas nacionales | Torneos internacionales | Torneos internacionales | Total | Total |
| Club                          | Div.          | Temporada     | Part. | Goles | Part.            | Goles            | Part.                   | Goles                   | Part. | Goles |
| ----------------------------- | ------------- | ------------- | ----- | ----- | ---------------- | ---------------- | ----------------------- | ----------------------- | ----- | ----- |
| F. C. Lorient Francia         | 1.ª           | 2016-17       | 8     | 0     | 1                | 0                | —                       | —                       | 9     | 0     |
| F. C. Lorient Francia         | 2.ª           | 2017-18       | 18    | 0     | 3                | 0                | —                       | —                       | 21    | 0     |
| F. C. Lorient Francia         | Total club    | Total club    | 26    | 0     | 4                | 0                | 0                       | 0                       | 30    | 0     |
| Arsenal F. C. Inglaterra      | 1.ª           | 2018-19       | 33    | 0     | 4                | 0                | 11                      | 1                       | 48    | 1     |
| Arsenal F. C. Inglaterra      | 1.ª           | 2019-20       | 24    | 0     | 4                | 0                | 6                       | 0                       | 34    | 0     |
| Arsenal F. C. Inglaterra      | Total club    | Total club    | 57    | 0     | 8                | 0                | 17                      | 1                       | 82    | 1     |
| Hertha de Berlín · Alemania   | 1.ª           | 2020-21       | 24    | 2     | —                | —                | —                       | —                       | 24    | 2     |
| Hertha de Berlín · Alemania   | Total club    | Total club    | 24    | 2     | 0                | 0                | 0                       | 0                       | 24    | 2     |
| Olympique de Marsella Francia | 1.ª           | 2021-22       | 38    | 4     | 4                | 0                | 14                      | 1                       | 56    | 5     |
| Olympique de Marsella Francia | 1.ª           | 2022-23       | 33    | 2     | 4                | 1                | 6                       | 2                       | 43    | 5     |
| Olympique de Marsella Francia | 1.ª           | 2023-24       | 2     | 0     | ―                | ―                | 2                       | 0                       | 4     | 0     |
| Olympique de Marsella Francia | Total club    | Total club    | 73    | 6     | 8                | 1                | 22                      | 3                       | 103   | 10    |
| S. S. Lazio · Italia          | 1.ª           | 2023-24       | 33    | 2     | 5                | 1                | 8                       | 0                       | 46    | 3     |
| S. S. Lazio · Italia          | 1.ª           | 2024-25       | 37    | 1     | 2                | 0                | 9                       | 0                       | 48    | 1     |
| S. S. Lazio · Italia          | Total club    | Total club    | 70    | 3     | 7                | 1                | 17                      | 0                       | 94    | 4     |
| Total carrera                 | Total carrera | Total carrera | 250   | 11    | 27               | 2                | 56                      | 4                       | 333   | 17    |

### Selecciones
Actualizado al 6 de septiembre de 2016.
Último partido citado: Bielorrusia 0 - 0 Francia
| Selección        | Temporada     | Amistosos | Amistosos | Amistosos | Eliminatorias(1) | Eliminatorias(1) | Eliminatorias(1) | Mundial(2) | Mundial(2) | Mundial(2) | Total | Total | Total  | Media goleadora |
| Selección        | Temporada     | Part.     | Goles     | Asist.    | Part.            | Goles            | Asist.           | Part.      | Goles      | Asist.     | Part. | Goles | Asist. | Media goleadora |
| ---------------- | ------------- | --------- | --------- | --------- | ---------------- | ---------------- | ---------------- | ---------- | ---------- | ---------- | ----- | ----- | ------ | --------------- |
| Sub-18 Francia   | 2016/17       | 5         | 0         | 0         | 0                | 0                | 0                | 0          | 0          | 0          | 5     | 0     | 0      | 0               |
| Sub-18 Francia   | Total sel.    | 0         | 0         | 0         | 0                | 0                | 0                | 0          | 0          | 0          | 5     | 0     | 0      | 0               |
| Sub-19 Francia   | 2012/13       | 0         | 0         | 0         | 0                | 0                | 0                | 0          | 0          | 0          | 0     | 0     | 0      | 0               |
| Sub-19 Francia   | Total sel.    | 0         | 0         | 0         | 0                | 0                | 0                | 0          | 0          | 0          | 0     | 0     | 0      | 0               |
| Sub-20 Francia   | 2017/18       | 3         | 1         | 0         | 0                | 0                | 0                | 0          | 0          | 0          | 3     | 1     | 0      | 0               |
| Sub-20 Francia   | Total sel.    | 3         | 1         | 0         | 0                | 0                | 0                | 0          | 0          | 0          | 3     | 1     | 0      | 0               |
| Sub-21 Francia   | 2013/14       | 6         | 0         | 0         | 8                | 0                | 6                | 6          | 1          | 0          | 20    | 1     | 6      | 0,1             |
| Sub-21 Francia   | Total sel.    | 6         | 0         | 0         | 8                | 0                | 6                | 6          | 1          | 0          | 20    | 1     | 6      | 0,1             |
| Absoluta Francia | 2015/16       | 0         | 0         | 0         | 0                | 0                | 0                | 0          | 0          | 0          | 0     | 0     | 0      | 0               |
| Absoluta Francia | 2016/17       | 0         | 0         | 0         | 0                | 0                | 0                | 0          | 0          | 0          | 0     | 0     | 0      | 0               |
| Absoluta Francia | Total sel.    | 0         | 0         | 0         | 0                | 0                | 0                | 0          | 0          | 0          | 0     | 0     | 0      | 0               |
| Total carrera    | Total carrera | 0         | 0         | 0         | 0                | 0                | 0                | 0          | 0          | 0          | 26    | 1     | 6      | 0,1             |

## Palmarés

### Títulos nacionales
| Título           | Club          | País       | Año  |
| ---------------- | ------------- | ---------- | ---- |
| FA Cup           | Arsenal F. C. | Inglaterra | 2020 |
| Community Shield | Arsenal F. C. | Inglaterra | 2020 |

### Títulos internacionales
| Título                      | Club (*) | Sede   | Año  |
| --------------------------- | -------- | ------ | ---- |
| Liga de Naciones de la UEFA | Francia  | Italia | 2021 |

(*) Incluyendo la selección.